# بيرنهارد كولمان

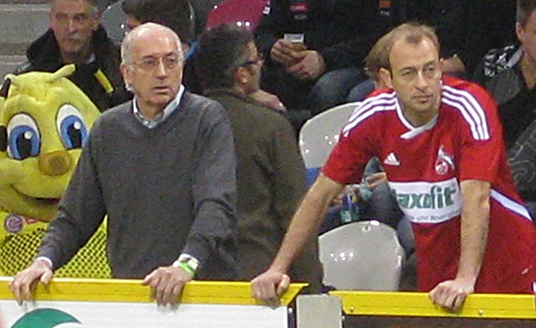
كولمان مع ابنه كارستن

بيرنهارد كولمان (بالألمانية: Bernhard Cullmann) لاعب كرة قدم ألماني سابق من مواليد 1 نوفمبر 1949.

## مسيرته الكروية
لعب بيرنهارد كولمان خلال مسيرته الاحترافية مع نادِ واحدٍ في أربعة عشر موسمًا وسجل خلالها 29 هدفًا ضمن 341 مباراة. حيث فاز في ثلاثة مواسم بالكأس وفي موسم واحد بالدوري.
خاض بيرنهارد كولمان مسيرته مع نادي كولن في موسم 1970–71 ليلعب معه أربعة عشر موسمًا، مشاركًا في 341 مباراة سجل خلالها 29 هدفًا.

## روابط خارجية
- بيرنهارد كولمان على موقع الاتحاد الدولي (مؤرشف)  (الإنجليزية)
- بيرنهارد كولمان على موقع الاتحاد الأوربي (الإنجليزية)
- بيرنهارد كولمان على موقع قاعدة بيانات كرة القدم.إي يو (الإنجليزية)
- بيرنهارد كولمان على موقع بيانات كرة القدم. دي إي (الألمانية)
- بيرنهارد كولمان على موقع ناشيونال فوتبول تيمز (الإنجليزية)
- بيرنهارد كولمان على موقع عالم كرة القدم.نت (الإنجليزية)